# William de Croÿ
William de Croÿ, flamsko-španski plemič, * 1498, † 11. januar 1521.